# Media samorządowe
Media samorządowe – środki przekazu wydawane przez władze samorządowe: starostwa lub gminy. Słuzą one informowaniu mieszkańców i budowaniu wizerunku lokalnych polityków, którzy sprawują władzę. W odróżnieniu od mediów lokalnych nie tworzą one natomiast platformy do wymiany poglądów i krytykowania władzy. W Polsce w 2021 roku wydawane były 728 tytuły lokalne i 868 tytułów lokalnych urzędowych.

## Krytyka
Media samorządowe są szeroko krytykowane za brak spełniania głównych funkcji mediów, tj. krytykowania władzy i wymiany poglądów, zamiast tego służą przede wszystkim marketingowi politycznemu. Jednocześnie pełnią funkcje popularyzatorską i informującą, przez co konkurują na wolnym rynku z lokalnymi mediami niezależnymi. Andrzej Andrysiak, szef Rady Wydawców Stowarzyszenia Gazet Lokalnych (SGL), zwracał uwagę, że gazeta, która jest darmowa i zbiera reklamy, pozbawia konkurencję źródeł finansowania.
Medioznawca Adam Szynol zwraca uwagę, że zapis prawny umożliwiający samorządom prowadzenie własnych mediów, miał służyć celom informacyjnym, a nie propagandowym. W 2009 roku Izba Wydawców Prasy i Helsińska Fundacja Praw Człowieka wystosowały komunikat z prośbą o wprowadzenie zakazu wydawania prasy przez samorządy i administrację państwową.

### Przykłady
- Łódź na rok 2022 zaplanowała w budżecie 3 miliony złotych na gazetę, która wydawana była 3 razy w tygodniu w nakładzie ok. 50 tys. egzemplarzy[2][8][9].
- Radomsko wydaje 10 tys. zł na numer jednej gazety[2][10].
- Kraków na powstanie dwóch telewizji samorządowych przewidział budżet 65 milionów złotych[2][11].
- Cieszyńskie Wiadomości Ratuszowe kosztowały w 2021 roku 110 tys. złotych[2][12].